# Gran Premio di superbike di Valencia 2001
Il Gran Premio di superbike di Valencia 2001 è stato la prima prova su tredici del campionato mondiale Superbike 2001, disputato l'11 marzo sul circuito di Valencia, ha visto la vittoria di Troy Corser in gara 1, lo stesso pilota si è ripetuto anche in gara 2.
La vittoria nella gara valevole per il campionato mondiale Supersport è stata ottenuta da Pere Riba, mentre la gara del campionato Europeo della classe Superstock viene vinta da James Ellison.

## Risultati

### Gara 1

#### Arrivati al traguardo[5]
| Pos. | Nº  | Pilota              | Squadra               | Motocicletta     | Giri | Tempo     | Griglia | Punti |
| ---- | --- | ------------------- | --------------------- | ---------------- | ---- | --------- | ------- | ----- |
| 1º   | 3   | Troy Corser         | Aprilia Axo           | Aprilia RSV 1000 | 23   | 37:17.253 | 1º      | 25    |
| 2º   | 21  | Troy Bayliss        | Ducati Infostrada     | Ducati 996 R     | 23   | +0:03.609 | 6º      | 20    |
| 3º   | 155 | Ben Bostrom         | Ducati L&M            | Ducati 996 R     | 23   | +0:03.695 | 5º      | 16    |
| 4º   | 55  | Régis Laconi        | Aprilia Axo           | Aprilia RSV 1000 | 23   | +0:06.680 | 2º      | 13    |
| 5º   | 6   | Gregorio Lavilla    | Kawasaki Racing       | Kawasaki ZX 7RR  | 23   | +0:11.570 | 10º     | 11    |
| 6º   | 1   | Colin Edwards       | Castrol Honda         | Honda VTR 1000 S | 23   | +0:22.708 | 3º      | 10    |
| 7º   | 4   | Pierfrancesco Chili | Suzuki Alstare Corona | Suzuki GSX R750  | 23   | +0:25.319 | 11º     | 9     |
| 8º   | 5   | Akira Yanagawa      | Kawasaki Racing       | Kawasaki ZX 7RR  | 23   | +0:25.554 | 20º     | 8     |
| 9º   | 19  | Hitoyasu Izutsu     | Kawasaki Racing       | Kawasaki ZX 7RR  | 23   | +0:29.739 | 9º      | 7     |
| 10º  | 24  | Stéphane Chambon    | Suzuki Alstare Corona | Suzuki GSX R750  | 23   | +0:53.040 | 21º     | 6     |
| 11º  | 99  | Steve Martin        | DFX Racing            | Ducati 996 RS    | 23   | +0:56.667 | 14º     | 5     |
| 12º  | 22  | Lucio Pedercini     | Pedercini             | Ducati 996 RS    | 23   | +1:00.769 | 17º     | 4     |
| 13º  | 20  | Marco Borciani      | Pedercini             | Ducati 996 RS    | 23   | +1:00.771 | 15º     | 3     |
| 14º  | 7   | Juan Borja          | Panavto Yamaha        | Yamaha R7        | 23   | +1:01.797 | 19º     | 2     |
| 15º  | 25  | Javier Rodríguez    | Ghelfi Art            | Honda VTR 1000 R | 23   | +1:21.897 | 27º     | 1     |
| 16º  | 37  | Frédéric Protat     | Ducati FP             | Ducati 996 RS    | 23   | +1:28.371 | 29º     |       |
| 17º  | 23  | Jiří Mrkývka        | JM SBK                | Ducati 996 RS    | 23   | +1:29.002 | 30º     |       |
| 18º  | 51  | Marty Craggill      | Pacific               | Ducati 996 RS    | 22   | +1 giro   | 23º     |       |
| 19º  | 34  | Giuliano Sartoni    | Albatech Giesse       | Ducati 996 RS    | 22   | +1 giro   | 32º     |       |
| 20º  | 38  | Johann Wolfsteiner  | Remus R. Austria      | Kawasaki ZX 7RR  | 21   | +2 giri   | 31º     |       |

#### Ritirati
| Nº  | Pilota            | Squadra            | Motocicletta    | Giri | Griglia |
| --- | ----------------- | ------------------ | --------------- | ---- | ------- |
| 11  | Rubén Xaus        | Ducati Infostrada  | Ducati 996 R    | 13   | 8º      |
| 46  | Mauro Sanchini    | Pedercini          | Ducati 996 RS   | 13   | 24º     |
| 31  | Michele Malatesta | Kawasaki Bertocchi | Kawasaki ZX 7RR | 12   | 22º     |
| 35  | Giovanni Bussei   | Ducati NCR         | Ducati 996 RS   | 8    | 16º     |
| 41  | Ludovic Holon     | Kawasaki Bertocchi | Kawasaki ZX 7RR | 6    | 25º     |
| 52  | James Toseland    | GSE Racing         | Ducati 996 RS   | 6    | 12º     |
| 8   | Tadayuki Okada    | Castrol Honda      | Honda VTR 1000  | 6    | 7º      |
| 36  | Broc Parkes       | Ducati NCR         | Ducati 996 RS   | 5    | 18º     |
| 39  | Thierry Mulot     | Ducati FP          | Ducati 996 RS   | 5    | 28º     |
| 27  | Bertrand Stey     | White Endurance    | Honda SP        | 4    | 26º     |
| 100 | Neil Hodgson      | GSE Racing         | Ducati 996 RS   | 3    | 4º      |

#### Squalificato
| Nº | Pilota     | Squadra    | Motocicletta  | Giri | Tempo     | Griglia |
| -- | ---------- | ---------- | ------------- | ---- | --------- | ------- |
| 33 | Robert Ulm | Gerin WSBK | Ducati 996 RS | 23   | +0:48.172 | 13º     |

### Gara 2

#### Arrivati al traguardo[6]
| Pos. | Nº  | Pilota              | Squadra               | Motocicletta     | Giri | Tempo     | Griglia | Punti |
| ---- | --- | ------------------- | --------------------- | ---------------- | ---- | --------- | ------- | ----- |
| 1º   | 3   | Troy Corser         | Aprilia Axo           | Aprilia RSV 1000 | 23   | 37:15.171 | 1º      | 25    |
| 2º   | 21  | Troy Bayliss        | Ducati Infostrada     | Ducati 996 R     | 23   | +0:05.122 | 6º      | 20    |
| 3º   | 6   | Gregorio Lavilla    | Kawasaki Racing       | Kawasaki ZX 7RR  | 23   | +0:09.307 | 10º     | 16    |
| 4º   | 1   | Colin Edwards       | Castrol Honda         | Honda VTR 1000 S | 23   | +0:19.271 | 3º      | 13    |
| 5º   | 100 | Neil Hodgson        | GSE Racing            | Ducati 996 RS    | 23   | +0:23.513 | 4º      | 11    |
| 6º   | 5   | Akira Yanagawa      | Kawasaki Racing       | Kawasaki ZX 7RR  | 23   | +0:24.543 | 20º     | 10    |
| 7º   | 4   | Pierfrancesco Chili | Suzuki Alstare Corona | Suzuki GSX R750  | 23   | +0:31.243 | 11º     | 9     |
| 8º   | 11  | Rubén Xaus          | Ducati Infostrada     | Ducati 996 R     | 23   | +0:36.284 | 8º      | 8     |
| 9º   | 52  | James Toseland      | GSE Racing            | Ducati 996 RS    | 23   | +0:46.004 | 12º     | 7     |
| 10º  | 24  | Stéphane Chambon    | Suzuki Alstare Corona | Suzuki GSX R750  | 23   | +0:47.521 | 21º     | 6     |
| 11º  | 20  | Marco Borciani      | Pedercini             | Ducati 996 RS    | 23   | +0:48.116 | 15º     | 5     |
| 12º  | 33  | Robert Ulm          | Gerin WSBK            | Ducati 996 RS    | 23   | +0:50.226 | 13º     | 4     |
| 13º  | 36  | Broc Parkes         | Ducati NCR            | Ducati 996 RS    | 23   | +0:51.699 | 18º     | 3     |
| 14º  | 7   | Juan Borja          | Panavto Yamaha        | Yamaha R7        | 23   | +0:57.828 | 19º     | 2     |
| 15º  | 22  | Lucio Pedercini     | Pedercini             | Ducati 996 RS    | 23   | +1:13.812 | 17º     | 1     |
| 16º  | 25  | Javier Rodríguez    | Ghelfi Art            | Honda VTR 1000 R | 23   | +1:22.367 | 27º     |       |
| 17º  | 46  | Mauro Sanchini      | Pedercini             | Ducati 996 RS    | 23   | +1:22.370 | 24º     |       |
| 18º  | 37  | Frédéric Protat     | Ducati FP             | Ducati 996 RS    | 23   | +1:26.238 | 29º     |       |
| 19º  | 27  | Bertrand Stey       | White Endurance       | Honda SP         | 23   | +1:28.090 | 26º     |       |
| 20º  | 23  | Jiří Mrkývka        | JM SBK                | Ducati 996 RS    | 23   | +1:28.445 | 30º     |       |
| 21º  | 38  | Johann Wolfsteiner  | Remus R. Austria      | Kawasaki ZX 7RR  | 22   | +1 giro   | 31º     |       |
| 22º  | 51  | Marty Craggill      | Pacific               | Ducati 996 RS    | 22   | +1 giro   | 23º     |       |

#### Ritirati
| Nº  | Pilota            | Squadra            | Motocicletta     | Giri | Griglia |
| --- | ----------------- | ------------------ | ---------------- | ---- | ------- |
| 99  | Steve Martin      | DFX Racing         | Ducati 996 RS    | 16   | 14º     |
| 41  | Ludovic Holon     | Kawasaki Bertocchi | Kawasaki ZX 7RR  | 15   | 25º     |
| 34  | Giuliano Sartoni  | Albatech Giesse    | Ducati 996 RS    | 9    | 32º     |
| 155 | Ben Bostrom       | Ducati L&M         | Ducati 996 R     | 7    | 5º      |
| 35  | Giovanni Bussei   | Ducati NCR         | Ducati 996 RS    | 4    | 16º     |
| 19  | Hitoyasu Izutsu   | Kawasaki Racing    | Kawasaki ZX 7RR  | 2    | 9º      |
| 39  | Thierry Mulot     | Ducati FP          | Ducati 996 RS    | 2    | 28º     |
| 31  | Michele Malatesta | Kawasaki Bertocchi | Kawasaki ZX 7RR  | 0    | 22º     |
| 8   | Tadayuki Okada    | Castrol Honda      | Honda VTR 1000 S | 0    | 7º      |
| 55  | Régis Laconi      | Aprilia Axo        | Aprilia RSV 1000 | 0    | 2º      |

### Supersport

#### Arrivati al traguardo
| Pos. | Nº | Pilota               | Squadra               | Motocicletta    | Giri | Tempo     | Punti |
| ---- | -- | -------------------- | --------------------- | --------------- | ---- | --------- | ----- |
| 1º   | 7  | Pere Riba            | Ten Kate Honda        | Honda CBR 600   | 23   | 38'40.558 | 25    |
| 2º   | 12 | Piergiorgio Bontempi | T. Italia Lorenzini   | Yamaha YZF R6   | 23   | +3.410    | 20    |
| 3º   | 4  | Christian Kellner    | Wilbers Suspension    | Yamaha YZF R6   | 23   | +3.643    | 16    |
| 4º   | 37 | Katsuaki Fujiwara    | Suzuki Alstare Corona | Suzuki GSX R600 | 23   | +3.976    | 13    |
| 5º   | 11 | Kevin Curtain        | BKM Racing            | Honda CBR 600   | 23   | +14.357   | 11    |
| 6º   | 5  | Karl Muggeridge      | Suzuki Alstare Corona | Suzuki GSX R600 | 23   | +19.039   | 10    |
| 7º   | 14 | Christophe Cogan     | Saveko Dee Cee Jeans  | Yamaha YZF R6   | 23   | +19.913   | 9     |
| 8º   | 22 | Vittoriano Guareschi | Dienza Ducati Racing  | Ducati 748      | 23   | +20.416   | 8     |
| 9º   | 9  | Fabrizio Pirovano    | DMR Racing            | Suzuki GSX R600 | 23   | +20.679   | 7     |
| 10º  | 15 | Werner Daemen        | Yamaha Belgium        | Yamaha YZF R6   | 23   | +21.895   | 6     |
| 11º  | 8  | Andrew Pitt          | Kawasaki Racing       | Kawasaki ZX 6R  | 23   | +21.950   | 5     |
| 12º  | 2  | Paolo Casoli         | Yamaha Belgarda       | Yamaha YZF R6   | 23   | +23.030   | 4     |
| 13º  | 16 | Christer Lindholm    | Yamaha Belgium        | Yamaha YZF R6   | 23   | +23.613   | 3     |
| 14º  | 65 | Jan Hanson           | Saveko Dee Cee Jeans  | Yamaha YZF R6   | 23   | +23.709   | 2     |
| 15º  | 99 | Fabien Foret         | Ten Kate Honda        | Honda CBR 600   | 23   | +25.697   | 1     |
| 16º  | 25 | Markus Barth         | Alpha Technick Castr  | Honda CBR 600   | 23   | +34.533   |       |
| 17º  | 18 | Cristiano Migliorati | Lucky Ducati          | Ducati 748      | 23   | +34.978   |       |
| 18º  | 19 | Agustín Escobar      | GiMotor Sport         | Yamaha YZF R6   | 23   | +35.269   |       |
| 19º  | 31 | Vittorio Iannuzzo    | DMR Racing            | Suzuki GSX R600 | 23   | +35.968   |       |
| 20º  | 6  | Iain MacPherson      | Kawasaki Racing       | Kawasaki ZX 6R  | 23   | +38.768   |       |
| 21º  | 17 | Ivan Clementi        | GiMotor Sport         | Yamaha YZF R6   | 23   | +41.366   |       |
| 22º  | 35 | Stefano Cruciani     | T. Italia Lorenzini   | Yamaha YZF R6   | 23   | +47.290   |       |
| 23º  | 26 | Ivan Goi             | BKM Racing            | Honda CBR 600   | 23   | +47.907   |       |
| 24º  | 28 | Sébastien Le Grelle  | Moto 1 Honda Elf Dho  | Honda CBR 600   | 23   | +50.286   |       |
| 25º  | 32 | Alex Gobert          | Alpha Technick Castr  | Honda CBR 600   | 23   | +56.404   |       |

#### Ritirati
| Nº | Pilota           | Squadra              | Motocicletta  | Giri |
| -- | ---------------- | -------------------- | ------------- | ---- |
| 1  | Jörg Teuchert    | Wilbers Suspension   | Yamaha YZF R6 | 15   |
| 21 | Chris Vermeulen  | Castrol Honda        | Honda CBR 600 | 14   |
| 44 | Antonio Carlacci | DFX Racing           | Ducati 748    | 13   |
| 23 | Dean Thomas      | Dienza Ducati Racing | Ducati 748    | 11   |
| 69 | James Whitham    | Yamaha Belgarda      | Yamaha YZF R6 | 8    |
| 30 | Alex Hervas      | Folch Endurance      | Yamaha YZF R6 | 4    |
| 29 | Eduard Ullastres | Belart Motorsport    | Yamaha YZF R6 | 0    |

### Superstock

#### Arrivati al traguardo
| Pos. | Nº | Pilota               | Squadra              | Motocicletta     | Giri | Tempo     | Punti |
| ---- | -- | -------------------- | -------------------- | ---------------- | ---- | --------- | ----- |
| 1º   | 1  | James Ellison        | Tech 2000            | Suzuki           | 13   | 22'01.991 | 25    |
| 2º   | 19 | Walter Tortoroglio   | DMR Corse            | Suzuki GSX R1000 | 13   | +1.770    | 20    |
| 3º   | 16 | Lorenzo Alfonsi      | DFX Racing           | Ducati           | 13   | +6.118    | 16    |
| 4º   | 25 | Shannon Johnson      | Ten Kate Honda       | Honda CBR 900    | 13   | +6.425    | 13    |
| 5º   | 7  | Daniel Oliver        | FBC Racing           | Aprilia          | 13   | +15.168   | 11    |
| 6º   | 23 | Mark Heckles         | Rumi                 | Honda CBR 900    | 13   | +16.221   | 10    |
| 7º   | 42 | Benny Jerzenbeck     | Steinhausen Racing   | Suzuki           | 13   | +17.167   | 9     |
| 8º   | 2  | Markus Wegscheider   | Suzuki Stefan Schmid | Suzuki GSX R1000 | 13   | +17.944   | 8     |
| 9º   | 34 | Didier Van Keymeulen | BKM Racing           | Honda            | 13   | +19.570   | 7     |
| 10º  | 88 | Marty Nutt           | Tech 2000            | Suzuki           | 13   | +23.709   | 6     |
| 11º  | 5  | Dario Tosolini       | Pedercini            | Ducati 996S      | 13   | +24.017   | 5     |
| 12º  | 28 | Giacomo Romanelli    | DMR Corse            | Suzuki GSX R1000 | 13   | +25.285   | 4     |
| 13º  | 45 | Gianluca Vizziello   | GiMotor Sport        | Yamaha R1        | 13   | +28.367   | 3     |
| 14º  | 4  | Olivier Four         | BKM Racing           | Honda            | 13   | +32.692   | 2     |
| 15º  | 31 | Ludovic Fourreau     | Arbr 'A' Cames       | Suzuki           | 13   | +41.619   | 1     |
| 16º  | 76 | Günther Knobloch     | Yamaha Teuchert      | Yamaha R1        | 13   | +42.400   |       |
| 17º  | 22 | Benjamin Nabert      | Suzuki Stefan Schmid | Suzuki           | 13   | +42.766   |       |
| 18º  | 20 | Raffaello Fabbroni   | Rumi                 | Honda CBR 900    | 13   | +42.897   |       |
| 19º  | 69 | Yann Gyger           | White Endurance      | Honda            | 13   | +52.869   |       |
| 20º  | 29 | Steve Coopman        | East Belgium Racing  | Yamaha R1        | 13   | +53.573   |       |
| 21º  | 26 | Andi Notman          | Aprilia Desmo Racing | Aprilia          | 13   | +53.589   |       |
| 22º  | 3  | Chris Burns          | Redwood Racing       | Suzuki GSX R1000 | 13   | +1'02.002 |       |
| 23º  | 32 | Enrico Pasini        | Pedercini            | Ducati 996S      | 13   | +1'07.148 |       |
| 24º  | 33 | Riccardo Ricci       | Celani               | Suzuki           | 13   | +1'08.592 |       |
| 25º  | 27 | Francesco Rafanelli  | Ghelfi Art           | Honda            | 13   | +1'24.847 |       |
| 26º  | 35 | Paul Mooijman        | Saveko Dee Cee Jeans | Yamaha R1        | 12   | +1 giro   |       |

#### Ritirati
| Nº | Pilota           | Squadra              | Motocicletta  | Giri |
| -- | ---------------- | -------------------- | ------------- | ---- |
| 24 | Kyro Verstraeten | Ten Kate Honda       | Honda CBR 900 | 11   |
| 90 | Lorenzo Mauri    | Pedercini            | Ducati 996S   | 11   |
| 18 | John Bakker      | Flanders Motor Racin | Ducati 996S   | 7    |
| 77 | Niklas Carlberg  | Yamaha Sweden        | Yamaha R1     | 6    |
| 21 | Koen Vleugels    | KS Racing            | Yamaha R1     | 3    |
| 30 | Michael Weynand  | East Belgium Racing  | Yamaha R1     | 1    |